# پرستار بچه (فیلم ۲۰۱۷)
پرستار بچه (انگلیسی: The Babysitter) یک فیلم کمدی ترسناک آمریکایی در سال ۲۰۱۷ به کارگردانی جوزف مک‌گینتی نیکول و نوشته شده توسط برایان دافیلد است. ستارگانی مانند سامارا ویوینگ، جودا لوئیس، هانا می لی، رابی امل و بلا تورن در فیلم به ایفای نقش می‌پردازند. فیلم در ۱۳ اکتبر ۲۰۱۷ بر روی شبکه نتفلیکس پخش شد و نظرات مثبتی را از طرف منتقدان دریافت کرد. دنباله فیلم، پرستار بچه: ملکه قاتل در ۱۰ سپتامبر ۲۰۲۰ منتشر شد.

## داستان
«کول» دانش‌آموز ۱۲ ساله‌ خجالتی است که توسط همسایه اش، «جرمی» مورد آزار و اذیت قرار می‌گیرد، اما پرستار و دوست اش، «بی» از او حمایت می‌کنند برخلاف اکثرا اطرافیان کول که او را بچه‌ای خجالتی و بی‌عرضه می‌دانند. کول عاشق پرستار جذاب خود می‌شود اما بی‌خبر از آن که او عضو یک فرقه شیطان پرستی است و...

## بازیگران و شخصیت‌ها
- سامارا ویوینگ در نقش «بی»، پرستار جذاب «کول» و رهبر یک فرقه مخفی شیطان پرست
- جودا لوئیس، در نقش «کول»، بچه ۱۲ ساله‌ای که والدین اش برای تعطیلات بیرون می‌روند و یک پرستار بچه برای کول استخدام می‌کنند. او اعتماد به نفس ندارد و اغلب مورد توجه قرار می گیرد، اما وقتی فرقه سعی در کشتن او دارد، یاد می گیرد که با آن‌ها مقابله کند.[۱]
- هانا می لی، در نقش «سونیا»، دوست بی و عضو فرقه شیطان پرست[۲]
- بلا تورن در نقش «آلیسون»، دوست و تشویق کننده بی که عضو فرقه اوست
- امیلی آلین لیند در نقش «ملانی»
- رابی امل در نقش «مکس» عضو دیگر فرقه
- اندرو بچ در نقش «جان» عضو فرقه